# Chainpur (Dhading)
Chainpur (nep. चैनपुर, trl. Cainpur, trb. Ćajnpur) – gaun wikas samiti w środkowej części Nepalu w strefie Bagmati w dystrykcie Dhading. Według nepalskiego spisu powszechnego z 2001 roku liczył on 1372 gospodarstw domowych i 6866 mieszkańców (3693 kobiet i 3173 mężczyzn).